# SN 2005jw
SN 2005jw – supernowa typu Ia odkryta 25 października 2005 roku w galaktyce A204019-0000. W momencie odkrycia miała maksymalną jasność 22,20m.